# Nadzeja Pisareva
Nadzeja Michajlovna Pisareva (Wit-Russisch: Надзея Міхайлаўна Пісарава) (Kingisepp, 5 juli 1988) is een in Rusland geboren Wit-Russische biatlete.

## Carrière
Pisareva maakte haar wereldbekerdebuut in december 2010 in Östersund, nadat ze de Russische nationaliteit had ingeruild voor de Wit-Russische. In januari 2011 scoorde ze in Oberhof haar eerste wereldbekerpunten. Op de wereldkampioenschappen biatlon 2011 in Chanty-Mansiejsk eindigde de Wit-Russin als vijfenzestigste op de 15 kilometer individueel, samen met Nadezjda Skardino, Darja Domratsjeva en Ljoedmila Kalintsjik eindigde ze aanvankelijk als vierde op de 4x6 kilometer estafette. Na de diskwalificatie van Oekraïne, vanwege een positieve dopingtest van Oksana Chvostenko, schoof het Wit-Russische team op naar het brons.

## Resultaten

### Wereldkampioenschappen
| Jaar | Plaats           | Resultaten                               |
| ---- | ---------------- | ---------------------------------------- |
| 2011 | Chanty-Mansiejsk | 65e 15 km individueel · 4x6 km estafette |

### Wereldbeker
Eindklasseringen
| Seizoen   | Algemeen | Individueel | Sprint | Achtervolging | Massastart |
| --------- | -------- | ----------- | ------ | ------------- | ---------- |
| 2010/2011 | 91e      |             |        |               |            |